# Neochmia
Neochmia is een geslacht van zangvogels uit de familie prachtvinken (Estrildidae).

## Soorten
Het geslacht kent de volgende soorten:
- Neochmia modesta – Ceresamadine
- Neochmia phaeton  – Zonastrild
- Neochmia temporalis  – Doornastrild